# Душан Салфицький
Душан Салфицький (чеськ. Dušan Salfický, нар. 28 березня 1972, Хрудім) — чеський хокеїст, що грав на позиції воротаря. Грав за збірну команду Чехії.

## Ігрова кар'єра
Професійну хокейну кар'єру розпочав 1990 року.
2001 року був обраний на драфті НХЛ під 132-м загальним номером командою «Нью-Йорк Айлендерс».
Протягом професійної клубної ігрової кар'єри, що тривала 25 років, захищав кольори команд «Пардубиці», «Градець-Кралове», «Пльзень», «Бриджпорт Саунд Тайгерс», ЦСКА (Москва), «Сєвєрсталь», «Хімік» (Митищі), «Спарта» (Прага), «Торпедо» (Нижній Новгород) та «Карлові Вари».
Виступав за збірну Чехії. У складі збірної став двічі чемпіоном світу в 2000 та 2001 роках, а також бронзовим призером Олімпійстких ігор 2006 року.

## Досягнення
- Чемпіон Чехії в складі «Спарта» (Прага) — 2007.
- Чемпіон Чехії в складі «Пардубиці» — 2012.

## Посткар'єра
Влітку 2016 року був обраний депутатом від Пардубицького краю. Одночасно з обранням став генеральним менеджером команди «Пардубиці», наразі член правління хокейного клубу.